# Anolis doris
Anolis doris (гонавський кремезний аноліс) — вид ігуаноподібних ящірок родини анолісових (Dactyloidae). Ендемік Гаїті.

## Поширення і екологія
Гонавські кремезні аноліси є ендеміками острова Гонав, розташованого в Гонавській затоці на захід від Гаїті. Вони живуть в акацієвих заростях, сухих тропічних лісах, трапляються на плантаціях і в садах.